# Claude Marie d'Hervo
Claude Marie d'Hervo, né le 11 septembre 1766 à Quimperlé (Finistère), mort le 21 avril 1809 à Pentling (Royaume de Bavière), est un général français de la Révolution et de l’Empire.

## États de service
Il entre en service en 1789, dans la Garde nationale de Lorient, et le 20 juin 1792, il rejoint comme sous-lieutenant le 9e régiment d’infanterie. En décembre 1792, il est affecté à l’armée du Rhin au 1er bataillon de grenadiers de son régiment. Il est nommé lieutenant le 6 mars 1793, dans la forteresse de Mayence, et le 24 juillet 1793, il est appelé à l’Ouest, où il devient capitaine le 1er octobre 1793, adjoint à l’adjudant-général Sainte-Suzanne. En l’an II, il est envoyé à l’armée de la Moselle, et en l’an III, à l’armée de Rhin-et-Moselle, chargé du siège de Mayence.
De retour en France, il est attaché le 5 juillet 1796, à l’armée de l'Intérieur en qualité d’adjoint à l’adjudant-général Lecamus. Il passe capitaine à la suite du 21erégiment de chasseurs le 24 juin 1797, et maintenu à l’état-major de la 17e division militaire à Paris. Le 5 février 1799, il est envoyé en Italie comme chef d’escadron faisant fonction d’adjudant-général. Il est maintenu à ce grade par le général Masséna, lors du siège de Gênes du 20 avril au 4 juin 1800, et il est breveté adjudant-commandant le 26 octobre 1800.
Il rentre en France en juillet 1801, et il est chargé le 20 juillet 1803, de la surveillance des batteries établies de Dunkerque à Boulogne pour la défense des côtes et la sureté des cabotages, puis il passe au camp de Bruges en fin d’année. Il est fait officier de la Légion d’honneur le 14 juin 1804. Il sert pendant les campagnes d’Autriche, de Prusse et de Pologne à la division de cavalerie du 3e corps d’armée.
Il est promu général de brigade le 4 mars 1807, après la bataille d’Eylau, et il est fait commandeur de la Légion d’honneur le 7 juillet 1807 à l’issue de la bataille de Friedland. Il rentre en France après la paix de Tilsit du 9 juillet 1807. Il est créé baron de l’Empire le 10 septembre 1808. Au mois de mars 1809, il est de nouveau attaché à la 2e division du 3e corps d’armée en Allemagne, lorsqu’il trouve une mort glorieuse devant Pentling près d’Eckmühl le 21 avril 1809.

## Circonstances de sa mort
Son ardeur l’ayant porté au-delà de nos avant-postes il est bientôt coupé de l'arrière par un bataillon de l’archiduc Charles ; alors, à la tête de quelques tirailleurs, il se précipite contre ce bataillon, lui enlève son drapeau et le somme de le suivre comme prisonnier, quand un caporal autrichien, feignant de rendre son arme, lui porte le premier coup. Il se bat en brave au milieu de ses soldats, et il finit par succomber sous le nombre.
Le maréchal Davout, témoins de cette résistance héroïque, en rend compte à l’Empereur, qui récompense avec magnificence ses glorieux services, dans la personne de sa veuve.
Son nom est gravé sous l'Arc de triomphe de l'Étoile (18e colonne).
Son nom figure en lettres d’or sur les tables de bronze du musée de Versailles.

## Sources
- (en) « Generals Who Served in the French Army during the Period 1789 - 1814: Eberle to Exelmans »
- Thierry Pouliquen, « Les généraux français et étrangers ayant servis [sic] dans la Grande Armée » (consulté le 17 janvier 2014)
- « Cote LH/1297/46 », base Léonore, ministère français de la Culture
- Galeries historiques du Palais de Versailles, tome VI, 1840 (lire en ligne)
- A. Lievyns, Jean-Maurice Verdot et Pierre Bégat, Fastes de la Légion-d'honneur, biographie de tous les décorés accompagnée de l'histoire législative et réglementaire de l'ordre, tome 5, Bureau de l’administration, 1847, 575 p. (lire en ligne), p. 414.
- (pl) « Napoléon.org.pl »
- Georges Six, Dictionnaire biographique des généraux & amiraux français de la Révolution et de l'Empire (1792-1814), Paris : Librairie G. Saffroy, 1934, 2 vol., p. 572